# 021 Est 441 à 485
Les 021 numéros 441 à 485 furent des locomotives à vapeur construites par la SACM à Graffenstaden pour 25 locomotives, soit les n° 441 à 465, et à Belfort pour le reste de la série, soit les n° 465 à 485, en 1885 pour la Compagnie des chemins de fer de l'Est. En 1938 il ne restait plus que 5 machines qui devinrent les 1-021 A 446, 452, 472, 474 et 478 à la SNCF.

## Description
Ces machines disposaient d'un moteur à deux cylindres intérieurs à simple expansion et la distribution était du type « Stephenson ». Le foyer était un foyer de type « Crampton » à grille étroite. L'essieu arrière était à fusées extérieures et sans déplacement latéral.

## Utilisation et services
Ces machines figurent parmi les plus anciennes séries qui furent incorporées à la SNCF sans avoir subi de modifications importantes. Si leurs lots quotidiens furent les trains voyageurs, très vite elles se retrouvèrent à remorquer des trains tramways qui n'étaient autre que les ancêtres des autorails. Ces machines ayant une bonne liberté d'allure et ayant été bien construites pour l'époque ne disparurent que le 22 mars 1945 avec la radiation de la 1-021 A 472.
Les dépôts qui les hébergèrent au début furent : Châlons, Chaumont, Reims, Nancy et Troyes. Par la suite et du fait du changement des trains remorqués elles se retrouvèrent dans une quinzaine de petits dépôts voire d'annexes. En 1938 il fut décidé d'affecter les 5 survivantes au seul dépôt de Vitry-le-François puis à celui d'Amagne.

## Tenders
Les tenders qui leur furent accouplés étaient au début des tenders récupérés sur les Crampton, puis vinrent des tenders à 2 essieux contenant 7 m3 d'eau et 5 t de charbon immatriculés 826 à 958 et des tenders toujours à 2 essieux mais contenant 10 m3 d'eau et 5 t de charbon immatriculés 371 à 427. Les premiers devinrent les 1-7 A 826 à 958 et furent accouplés à 2 unités et les deuxièmes devinrent les 1-10 A 371 à 427 et furent accouplés aux 3 autres unités.

## Caractéristiques
- Pression de la chaudière : 10 kg/cm2
- Surface de grille : 1,71 m2
- Surface de chauffe : 103,2 m2
- Diamètre et course des cylindres : 430 mm × 610 mm
- Diamètre des roues motrices : 1 840 mm
- Diamètre des roues de l'essieu : 1 220 mm
- Masse à vide : 35,7 t
- Masse en ordre de marche : 39,7 t
- Masse adhérente : 27,8 t
- Longueur hors tout : 8,595 m
- Masse du tender en ordre de marche :
  - 24 t pour les 7 A 826 à 958
  - 27,2 t pour les 10 A 371 à 427
- Masse totale : entre 63,7 t et 65,9 t
- Longueur totale : ?
- Vitesse maxi en service : 90 km/h